# 八竜インターチェンジ
八竜インターチェンジ（はちりゅうインターチェンジ）は、秋田県山本郡三種町にある秋田自動車道のインターチェンジである。
当インターチェンジから能代南インターチェンジ方面が国道7号琴丘能代道路（バイパス道路）として供用され無料区間となっており、秋田市方面の料金の収受は琴丘森岳本線料金所で行うため料金所が設置されていない。

## 道路

### 本線
- E7 秋田自動車道（12番）

### 接続する道路
- 国道7号

## 隣
E7 秋田自動車道
(11)琴丘森岳IC - 琴丘森岳TB - (12)八竜IC - (13)能代南IC